# هجوم طوكيو (أكتوبر 2021)
في 31 أكتوبر 2021 في حوالي الساعة الثامنة مساءً قام رجل يحمل سكين ويرتدي زي الجوكر ويبلغ من العمر 24 عامًا بجرح 17 شخصًا أحدهم في حالة حرجة. وقام برش سائل سريع الاشتعال وإشعال النيران. الهجوم حدث داخل قطار مترو كان يسير على خط كيو بالقرب من محطة محطة كوكوريو في الضواحي الغربية لطوكيو، اليابان.